# Бегматов, Шухрат Рахимович
Шухра́т Рахи́мович Бегма́тов (узб. Shuhrat Rahimovich Begmatov; род. 1950) — государственный деятель, хоким Кашкадарьинской области (3 июня 1998 - 28 июля 2001 г.).

## Биография
Родился в 1950 году.
Шухрат Рахимович до 3 июня 1998 года был хокимом города Карши, областного центра Кашкадарьинской области. С 3 июня 1998 года по приказу президента Республики Узбекистан Ислама Каримова Шухрат Рахимович избран на должность хокима Кашкадарьинской области. Он был хокимом Кашкадарьинской области до 28 июля 2001 года.
Избирался депутатом Олий Мажлиса Республики Узбекистан II созыва (2000—2005) от Каршинского избирательного округа № 217, был выдвинут Кашкадарьинским областным Советом народных депутатов.